# ユーコー (通信販売業)
株式会社ユーコーは、東京都豊島区に本社を置く通信販売会社。

## 概要
1989年に新聞折り込みチラシによる通信販売業者として、石田重廣により「有限会社 友交流通グループ」を設立。衣料品や寝具などのカタログ販売を主力に展開しており、全国紙をはじめ、地方紙・スポーツ紙など幅広く広告展開している。イメージキャラクターとして2000年にはにしきのあきら、2001年からは松方弘樹、岡崎友紀（2010年まで）が起用されている。2003年、株式会社化して現社名に変更した。

## 沿革
- 1989年（平成元年） - 有限会社友交流通グループ設立。仏像の輸入卸・緞通の催事販売・漢方化粧品の個人輸入代行を行う。新聞折込チラシを中心に通販事業を開始。
- 1991年（平成3年） - 香港に現地法人（友好公司）設立。
- 1992年（平成4年） - 豊島区南大塚に事務所移転（60坪）。シルク製品の企画・製造開始。
- 1993年（平成5年） - シルクアウターの企画・製造開始。
- 1997年（平成9年） - OEM化粧品発売開始。
- 1998年（平成10年） - 新聞本誌への広告出稿開始。健康食品の取り扱い開始。
- 1999年（平成11年） - 豊島区南大塚に事務所移転（90坪）。
- 2000年（平成12年） - にしきのあきらがイメージキャラクターとして登場。
- 2001年（平成13年） - 松方弘樹、岡崎友紀がイメージキャラクターとして登場。
- 2002年（平成14年） - 香港ホリデイインホテルに直営店オープン。タイ・バンコクに支社開設。
- 2003年（平成15年） - 豊島区南大塚に事務所移転（150坪）。株式会社ユーコーに組織変更。
- 2005年（平成17年） - 豊島区巣鴨にオペレーションセンターを開設。
- 2006年（平成18年） - 本社統合（各部署集約280坪）。
- 2009年（平成21年） - カタログ年間1,000万部突破。
- 2010年（平成22年） - 大塚第二倉庫開設。楽天市場出店。
- 2011年（平成23年） - テレビCM放映。
- 2012年（平成24年） - 物流センター（埼玉県）開設。
- 2015年（平成27年） - コールセンター200回線に増設。
- 2017年（平成29年） - 福島県福島市にコールセンターを増設。

## 所在地
東京本社
〒170-0005 東京都豊島区南大塚2-26-15 南大塚ビル8F
コールセンター（東京）
〒170-0005 東京都豊島区南大塚2-26-15 南大塚ビル7F
コールセンター（福島）
〒960-8031 福島県福島市栄町10-21福島栄町ビル2F
物流センター（埼玉県）
〒341-0025 埼玉県三郷市茂田井220
→2020年3月末に埼玉県川口市南鳩ヶ谷に移転
→2020年10月に埼玉県南鳩ヶ谷倉庫閉鎖

## イメージキャラクター
- 松方弘樹（2001年 - ）
- 岡崎友紀（2001年 - 2010年）
- にしきのあきら（2000年）

## 関連会社
- 夢グループ